# Natolin (gromada)
Natolin – dawna gromada, czyli najmniejsza jednostka podziału terytorialnego Polskiej Rzeczypospolitej Ludowej w latach 1954–1972.
Gromady, z gromadzkimi radami narodowymi (GRN) jako organami władzy najniższego stopnia na wsi, funkcjonowały od reformy reorganizującej administrację wiejską przeprowadzonej jesienią 1954 do momentu ich zniesienia z dniem 1 stycznia 1973, tym samym wypierając organizację gminną w latach 1954–1972.
Gromadę Natolin z siedzibą GRN w Natolinie utworzono – jako jedną z 8759 gromad na obszarze Polski – w powiecie grodziskomazowieckim w woj. warszawskim, na mocy uchwały nr VI/10/4/54 WRN w Warszawie z dnia 5 października 1954. W skład jednostki weszły obszary dotychczasowych gromad Chlewnia, Chrzanów Duży, Dąbrówka, Kłudno Nowe, Kłudno Stare, Natolin, Tłuste, Żuków i Chraznów Mały (z wyłączeniem wschodniej części obszaru o powierzchni 143 ha, przylegającego do zachodniej granicy miasta Milanówek) ze zniesionej gminy Grodzisk (Maz.) w tymże powiecie. Dla gromady ustalono 16 członków gromadzkiej rady narodowej.
Gromadę zniesiono 1 stycznia 1969, a jej obszar włączono do gromady Grodzisk Mazowiecki w tymże powiecie.